# Dendropsophus jimi
Dendropsophus jimi là một loài ếch thuộc họ Nhái bén.
Đây là loài đặc hữu của Brasil.
Môi trường sống tự nhiên của chúng là xavan ẩm, vùng cây bụi ẩm khu vực nhiệt đới hoặc cận nhiệt đới, vùng cây bụi nhiệt đới hoặc cận nhiệt đới vùng đất cao, sông ngòi, đầm lầy, suối nước ngọt, vùng đồng cỏ, vườn nông thôn, ao, và kênh, mương.
Chúng hiện đang bị đe dọa vì mất môi trường sống.